# Teodoro Kantor
Teodoro Kantor (Buenos Aires, 28 de febrero de 1920 - ibídem, 12 de junio del 2011) fue un escritor y periodista argentino.
Fue durante su juventud un activo militante de la izquierda judía antifascista.
Estuvo varias veces en la cárcel durante la Década Infame (en los años treinta).
En la década de 1950 fue torturado en la Sección Especial de la Policía durante el gobierno peronista debido a que pertenecía a la Federación Juvenil Comunista.
Durante su vida, Teodoro Kantor fue prolífico escritor y periodista, y se mantuvo activo actuando en diversos ámbitos de la prensa y en el de la cultura judía de Buenos Aires. Publicó numerosos reportajes, cuentos, ensayos y dos libros de cuentos cortos: el primero de estos, escrito conjuntamente con Mónica Diego y publicado en 1990, se tituló Preso de presagios y otras cuestiones.
El segundo se llamó Gardeles rojos, y fue publicado fuera del circuito de ventas.
Kantor colaboró con publicaciones de diversos sindicatos y entes culturales. Siempre se destacó por su lúcido y filosófico análisis de la actualidad y de la historia política de su país, y esa claridad de pensamiento lo acompañó hasta sus últimos momentos, convirtiéndolo en un testigo privilegiado de la historia argentina del siglo XX.
En 2008, a los 88 años, sufrió un accidente que comprometió su movilidad y lo confinó en su hogar.
Falleció en Buenos Aires el 12 de junio de 2011, a los 91 años, y sus restos fueron sepultados en el Cementerio Israelita de Berazategui (Gran Buenos Aires). Su esposa, Ruth Raijer, había fallecido joven, y no habían tenido hijos.